# Mile Škorić
Mile Škorić (ur. 19 czerwca 1991 w Vinkovci) – chorwacki piłkarz występujący na pozycji obrońcy w chorwackim klubie HNK Rijeka oraz w reprezentacji Chorwacji. W trakcie swojej kariery grał także w takich zespołach jak HNK Gorica oraz NK HAŠK.